# Сёдерберг, Карл
Карл Сёдерберг (швед. Carl Söderberg; 12 октября 1985, Мальмё, Швеция) — шведский хоккеист, центральный нападающий.

## Карьера

### Клубная Карьера
Карл Сёдерберг является воспитанником клуба «Мальмё Редхокс». На драфте НХЛ в 2004 году был выбран клубом «Сент-Луис Блюз» под общим 49-м номером 23 июля 2007 года «блюзмены» обменяли Сёдерберга, к тому времени не проведшего в НХЛ ни одной игры, на вратаря «Бостон Брюинз» Ханну Тойвонена.
В сезоне 2012/13, выступая за шведский клуб «Линчёпинг», в 54 матчах за клуб набрал 60 очков (31+29) и занял второе место по системе гол+пас в регулярном чемпионате Швеции. Наконец, 9 апреля 2013 года Карл Сёдерберг решил уехать из Швеции и подписал многолетнее соглашение с «Бостоном». Первый свой матч в НХЛ Сёдерберг сыграл 20 апреля 2013 года против команды «Питтсбург Пингвинз», поведя в общей сложности на льду 16 минут 10 секунд и заработав удаление, «Мишки» проиграли тот матч со счетом 2—3. Однако, уже на следующий день в матче против «Флориды Пантерз» Сёдерберг заработал своё первое очко в НХЛ, ассистировав Яромиру Ягру. Свой первый матч в плей-офф Сёдерберг сыграл 21 июня 2013 года в финальной серии с «Чикаго Блэкхокс», заменив в составе травмированного Патриса Бержерона.
Свою первую шайбу в НХЛ Карл забил уже в сезоне 2013/14, он отличился в выигранном матче с «Анахайм Дакс» 31 октября 2013 года. Первую же шайбу в плей-офф Сёдерберг забил 10 мая 2013 года в 5 матче полуфинальной серии на востоке с «Монреаль Канадиенс», всего в том матче он заработал 3 очка (1+2), а также был признан второй звездой игрового дня.
25 июня 2015 года «Бостон» обменял Сёдерберга в «Колорадо Эвеланш» на право выбора в шестом раунде драфта 2016 года.

### Карьера в сборной
Карл Сёдерберг играл на чемпионате мира среди юниорских команд 2003 года, который проводился в Ярославле. Юниорская сборная Швеции выбыла на стадии четвертьфинала, проиграв Канаде, и заняла 5 место. Сам Сёдерберг отыграл все 6 матчей и забросил в них 2 шайбы.
На Чемпионат мира среди молодёжных команд 2005 года стал вторым бомбардиром своей команды, забросив 4 шайбы и отдав 2 голевые передачи. Сборная Швеции на том турнире заняла 6 место, проиграв в четвертьфинале сборной США 2—8, а в матче за 5 место сборной Финляндии 3—4 в овертайме.
В сезоне 2011—12 Карл Сёдерберг провел первые матчи за сборную Швеции на Еврохоккейтуре. На Кубке Первого канала он провёл 3 мачта (0+3). На Хоккейных игры Oddset у себя на родине Карл принял участие в 2 матчах (0+2). Интересно то, что в каждом матче Еврохоккейтура он отдавал по одной голевой передаче за игру.
В сезоне 2012—13 Содерберг стал основным игроком шведской сборной на Еврохоккейтуре. Он принял участие на 3 этапах турнира и в общей сложности забил 4 шайбы в 9 играх.
11 Апреля 2013 Шведская федерация хоккея пыталась блокировать переход Карла Сёдерберга в НХЛ, для того чтобы тот сыграл на домашнем Чемпионате мира 2013 в Швеции, однако Сёдерберг выбрал отправиться за океан и отказался играть на Чемпионате мира.
В преддверии Олимпиады 2014 в Сочи главный тренер сборной Швеции Пер Мортс заявил, что не рассматривает Сёдерберга в качестве кандидата на поездку в Сочи из-за его решения пропустить чемпионат мира и остаться в расположении «Бостона» во время плей-офф Кубка Стэнли. Мортс также отметил, что решение отстранить Сёдерберга от выступлений за сборную Швеции исходит лично от него, а не от Федерации.

## Статистика
Приведены данные по состоянию на 15 мая 2018 года
| Легенда | Легенда                    | Легенда | Легенда                   | Легенда | Легенда    |
| ------- | -------------------------- | ------- | ------------------------- | ------- | ---------- |
| И       | Количество проведённых игр | Штр     | Штрафное время            | +/−     | Плюс-минус |
| Г       | Голы                       | П       | Голевые передачи          | О       | Очки       |
| -       | Статистика неизвестна      | —       | Статистика не учитывалась |         |            |